# Выводцев, Артемий Маркович
Артемий Маркович Выводцев (также Артур Маркович, англ. Arthur de Wywodzeff; 24 июня (7 июля) 1853, Кишинёв, Бессарабская область — 24 января 1946, Сан-Франциско) — российский дипломат, действительный статский советник.

## Биография
Родился в семье потомственного почётного гражданина Марка (Морица) Ильича Выводцева (Выводцова; 1823, Бельцы — 11 ноября 1896, Одесса) из еврейской купеческой семьи Выводцевых, арендовавших земельные участки в ряде земледельческих колоний Бессарабии, и Эмилии Барах-Раппапорт, дочери лембергского врача, доктора медицины Ашера (Адама) Барах-Раппапорта (1803—1867). Племянник доктора медицины, действительного тайного советника Давида Ильича Выводцева и философа Карла Зигмунда Барах-Раппапорта (1834—1885), профессора философии и эстетики Инсбрукского университета. Дед — крупный бессарабский землевладелец, потомственный почётный гражданин Илья Маркович (Эля Мордкович) Выводцев — был одним из основателей Еврейской больницы в Кишинёве и оставался председателем её попечительского совета на протяжении нескольких десятилетий; среди прочего, сдавал в аренду землю, на которой располагались еврейские земледельческие колонии Гульбоака и Гратиешты. Родители поженились в Лемберге в 1850 году.
Учился на юридическом факультете Новороссийского университета, затем в университетах Вены и Лемберга. С 1880 года — чиновник Одесского окружного суда, затем делопроизводитель в главном архиве Министерства иностранных дел в Москве. Публиковал статьи в сборниках Московского главного архива министерства иностранных дел, в том числе по географии, исследование о государственных печатях и другие.
В 1883 году назначен вице-консулом в Гамбурге, с 1890 года — первый консул России в Сингапуре, где сыграл важную роль в установлении дипломатических отношений между Россией и Сиамом. С 1895 года — российский консул в Триесте, 26 июля 1897 года назначен консулом в Кёнигсберге и получил чин статского советника. С 1907 года — генеральный консул в Сингапуре, затем в Нагасаки (1912—1915).
6 апреля 1915 года назначен генеральным консулом в Сан-Франциско и получил чин действительного статского советника. Награждён орденами Святой Анны, Святого Владимира четвёртой степени, черногорским орденом Князя Даниила I третьей степени, орденом Румынской короны кавалерского креста.
После революции был дипломатическим представителем Омского правительства во Владивостоке, затем вернулся в Сан-Франциско, где работал на различных должностях в консульстве вплоть до его закрытия в ноябре 1924 года и чиновником в русском отделе Итало-Американского банка. 20 октября 1925 года был избран первым председателем Объединённого комитета Русских национальных организаций в Сан-Франциско (с мая 1926 года — почётный председатель). Похоронен вместе с женой Екатериной Выводцевой (1864—1929) на Сербском кладбище в Сан-Франциско.

## Семья
- Двоюродный брат (сын младшего брата матери, Евгения Раппапорта, 1836—1914) — австрийский дипломат Альфред Раппапорт (1868—1946).
- Младший брат деда — австрийский писатель-сатирик Мориц Барах (1818—1888).

## Публикации
- А. М. Выводцев. Вопрос о русских сельскохозяйственных рабочих в Пруссии. Известия Министерства иностранных дел. Кн. 1. Санкт-Петербург, 1913. — с. 136.